# Érd
Érd (tiếng Hungary:) là một thành phố nằm trong hạt Érd của Hungary. Thành phố Érd có diện tích 60,54 km2, dân số năm 2008 là 63.077 người. 